# Naisten II-divisioona 2023
La Naisten II-divisioona 2023 è l'8ª edizione del campionato di football americano di terzo livello femminile, organizzato dalla SAJL.

## Squadre partecipanti
| Club                               | Città           | Stadio | Sponsor ufficiale | Risultato nella stagione 2022 |
| ---------------------------------- | --------------- | ------ | ----------------- | ----------------------------- |
| Helsinki Wolverines Blue           | Helsinki        |        |                   |                               |
| Hyvinkää Falcons/ Porvoon Butchers | Hyvinkää/Porvoo |        |                   |                               |
| Kuopio Steelers                    | Kuopio          |        |                   |                               |
| Pirkkala Spartans                  | Pirkkala        |        |                   |                               |
| Seinäjoki Crocodiles               | Seinäjoki       |        |                   |                               |

## Stagione regolare

### Calendario

#### 1ª giornata
| Kuopio 20 maggio 2023, ore 14:00 | Kuopio Steelers | 0 – 60 (0-22 0-30 0-8 0-0) referto | Helsinki Wolverines Blue | Lippumäen ylipainehalli |

| Seinäjoki 21 maggio 2023, ore 13:00 | Seinäjoki Crocodiles | 22 – 7 (0-0 8-0 0-7 14-0) referto | Hyvinkää Falcons/ Porvoon Butchers | Jouppilanvuoren tekonurmi |

#### 2ª giornata
| Porvoo 27 maggio 2023, ore 14:00 | Hyvinkää Falcons /Porvoon Butchers | 49 – 14 (13-0 6-14 8-0 22-0) referto | Pirkkala Spartans | Myllymäen tekonurmi |

| Kuopio 28 maggio 2023, ore 15:00 | Kuopio Steelers | 12 – 70 (0-8 12-22 0-32 0-8) referto | Seinäjoki Crocodiles | Lippumäen ylipainehalli |

#### 3ª giornata
| Helsinki 3 giugno 2023, ore 15:00 | Helsinki Wolverines Blue | 62 – 22 (14-8 20-8 14-0 14-6) referto | Seinäjoki Crocodiles | Velodromo di Helsinki |

| Pirkkala 4 giugno 2023, ore 14:00 | Pirkkala Spartans | 26 – 14 (8-0 12-8 0-0 6-6) referto | Kuopio Steelers | Pirkkalan keskuskenttä |

#### 4ª giornata
| Kuopio 10 giugno 2023, ore 12:00 | Kuopio Steelers | 0 – 46 (0-6 0-13 0-21 0-6) referto | Hyvinkää Falcons/ Porvoon Butchers | Lippumäen ylipainehalli |

| Helsinki 11 giugno 2023, ore 14:00 | Helsinki Wolverines Blue | 64 – 0 (28-0 28-0 0-0 8-0) referto | Pirkkala Spartans | Velodromo di Helsinki |

#### 5ª giornata
| Hyvinkää 17 giugno 2023, ore 13:00 | Hyvinkää Falcons /Porvoon Butchers | 16 – 36 (0-8 8-14 0-14 8-0) referto | Helsinki Wolverines | Hyvinkään urheilupuisto |

| Seinäjoki 17 giugno 2023, ore 16:00 | Seinäjoki Crocodiles | 50 – 14 (6-0 16-0 22-6 6-8) referto | Pirkkala Spartans | Jouppilanvuoren tekonurmi |

#### 6ª giornata
| Hyvinkää 1º luglio 2023, ore 13:00 | Hyvinkää Falcons /Porvoon Butchers | 62 – 18 (16-0 14-6 16-6 16-6) referto | Seinäjoki Crocodiles | Hyvinkään urheilupuisto |

| Helsinki 1º luglio 2023, ore 16:00 | Helsinki Wolverines Blue | 54 – 0 (0-0 32-0 16-0 6-0) referto | Kuopio Steelers | Velodromo di Helsinki |

#### 7ª giornata
| Pirkkala 8 luglio 2023, ore 15:00 | Pirkkala Spartans | 14 – 62 (8-16 0-12 6-16 0-18) referto | Hyvinkää Falcons/ Porvoon Butchers | Pirkkalan keskuskenttä |

| Seinäjoki 9 luglio 2023, ore 12:30 | Seinäjoki Crocodiles | 36 – 6 (6-0 14-6 8-0 8-0) referto | Kuopio Steelers | Jouppilanvuoren tekonurmi |

#### 8ª giornata
| Pirkkala 15 luglio 2023, ore 15:00 | Pirkkala Spartans | 20 – 52 (6-8 0-22 6-14 8-8) referto | Helsinki Wolverines Blue | Pirkkalan keskuskenttä |

### Classifica
La classifica della regular season è la seguente:
- PCT = percentuale di vittorie, G = partite giocate, V = partite vinte,  P = partite perse, PF = punti fatti, PS = punti subiti

| Pos. | Squadra                            | PCT   | G | V | N | P | PF  | PS  |
| ---- | ---------------------------------- | ----- | - | - | - | - | --- | --- |
| 1    | Helsinki Wolverines Blue           | 1.000 | 6 | 6 | 0 | 0 | 328 | 58  |
| 2    | Hyvinkää Falcons/ Porvoon Butchers | .667  | 6 | 4 | 0 | 2 | 242 | 94  |
| 3    | Seinäjoki Crocodiles               | .667  | 6 | 4 | 0 | 2 | 218 | 163 |
| 4    | Pirkkala Spartans                  | .167  | 6 | 1 | 0 | 5 | 88  | 291 |
| 5    | Kuopio Steelers                    | .000  | 6 | 0 | 0 | 6 | 32  | 292 |

## Playoff

### Tabellone
|  | Semifinali | Semifinali                         | Semifinali |                                    |   | Finale | Finale                   | Finale |  |
|  |            |                                    |            |                                    |   |        |                          |        |  |
|  |            |                                    |            |                                    |   | 1      | Helsinki Wolverines Blue | 46     |  |
|  |            |                                    |            |                                    |   | 1      | Helsinki Wolverines Blue | 46     |  |
|  |            |                                    | 2          | Hyvinkää Falcons/ Porvoon Butchers | 8 |        |                          |        |  |
|  | 2          | Hyvinkää Falcons/ Porvoon Butchers | 2          | Hyvinkää Falcons/ Porvoon Butchers | 8 | 54     |                          |        |  |
|  | 2          | Hyvinkää Falcons/ Porvoon Butchers |            |                                    |   |        |                          |        |  |
|  | 3          | Seinäjoki Crocodiles               | 8          |                                    |   |        |                          |        |  |

### Semifinale
| Porvoo 22 luglio 2023, ore 14:00 | Hyvinkää Falcons/ Porvoon Butchers | 54 – 8 (16-8 24-0 8-0 6-0) referto | Seinäjoki Crocodiles | Porvoon Keskuskenttä |

### VIII Finale Naisten II-divisioona
| Helsinki 4 agosto 2023, ore 18:30 | Helsinki Wolverines Blue | 46 – 8 (8-0 16-8 0-0 22-0) referto | Hyvinkää Falcons/ Porvoon Butchers | Velodromo di Helsinki |

## Verdetti
- Helsinki Wolverines Blue Vincitrici della Naisten II-divisioona 2023